# Tipula flagellicurta
Tipula flagellicurta är en tvåvingeart som beskrevs av Mannheims 1958. Tipula flagellicurta ingår i släktet Tipula och familjen storharkrankar.
Artens utbredningsområde är Tanzania. Inga underarter finns listade i Catalogue of Life.